# Juan Meza (mathématicien)
Pour les articles homonymes, voir Meza.
Ne pas confondre avec le boxeur mexicain Juan Meza.
Juan Meza est un mathématicien américain, professeur de mathématiques appliquées à l'Université de Californie à Merced.

## Formation
Juan Meza obtient son doctorat à l'Université Rice en 1986 avec une thèse intitulée « Conjugate Residual Methods for Almost Symmetric Linear Systems », sous la supervision de William Woodbury Symes.

## Carrière
Juan Meza est doyen de la School of Natural Sciences à l'Université de Californie à Merced.
Il a dirigé le High Performance Computing Research Department au Lawrence Berkeley National Laboratory. 
Il dirige des explorations d’avant-garde en sciences informatiques, mathématiques numériques et technologies futures. Meza est remarqué pour son rôle modèle et son activité pour la promotion de personnes issues de groupes sous-représentés en sciences mathématiques. Les recherches de Meza se focalisent sur l'optimisation non-linéaire avec un accent sur les méthodes de calcul en parallèle. Il travaille également sur diverses applications scientifiques dont des méthodes scalables pour les nanosciences, des problèmes de conformation moléculaire, la forme optimale pour le dépôt de vapeurs chimiques et la modélisation de semi-conducteurs.

## Prix et distinctions
En 2008, Juan Meza est lauréat du prix Blackwell–Tapia. Il reçoit également le SACNAS Distinguished Scientist Award.